# Béton compacté au rouleau
Le béton compacté au rouleau (BCR) est un type de béton de ciment avec une composition particulière permettant une mise en œuvre avec des engins de terrassements (bulldozer et rouleau compresseur).

## Composition
Le béton compacté au rouleau est constitué des mêmes matériaux qu'un béton classique (ciment, granulats, eau et adjuvants) mais dans des proportions différentes. Il a notamment une teneur en eau plus faible. C'est cette faible teneur en eau qui lui permet d'être mis en œuvre avec des engins de terrassements.

## Mise en œuvre
La faible teneur en eau du matériau permet de le mettre en œuvre avec des engins de terrassements : le béton est étalé en couche mince avec un bulldozer pour la réalisation d'ouvrages de génie civil ou avec un finisseur pour la réalisation de revêtements de voiries. Dans tous les cas, il est mis en œuvre en couches minces pour être compacté avec un rouleau compresseur.

## Utilisations
La composition et les modalités de mise en œuvre du BCR entraînent un coût global de réalisation moindre qu'un béton classique. C'est pourquoi cette technique est beaucoup utilisée pour la réalisation de barrage-poids.

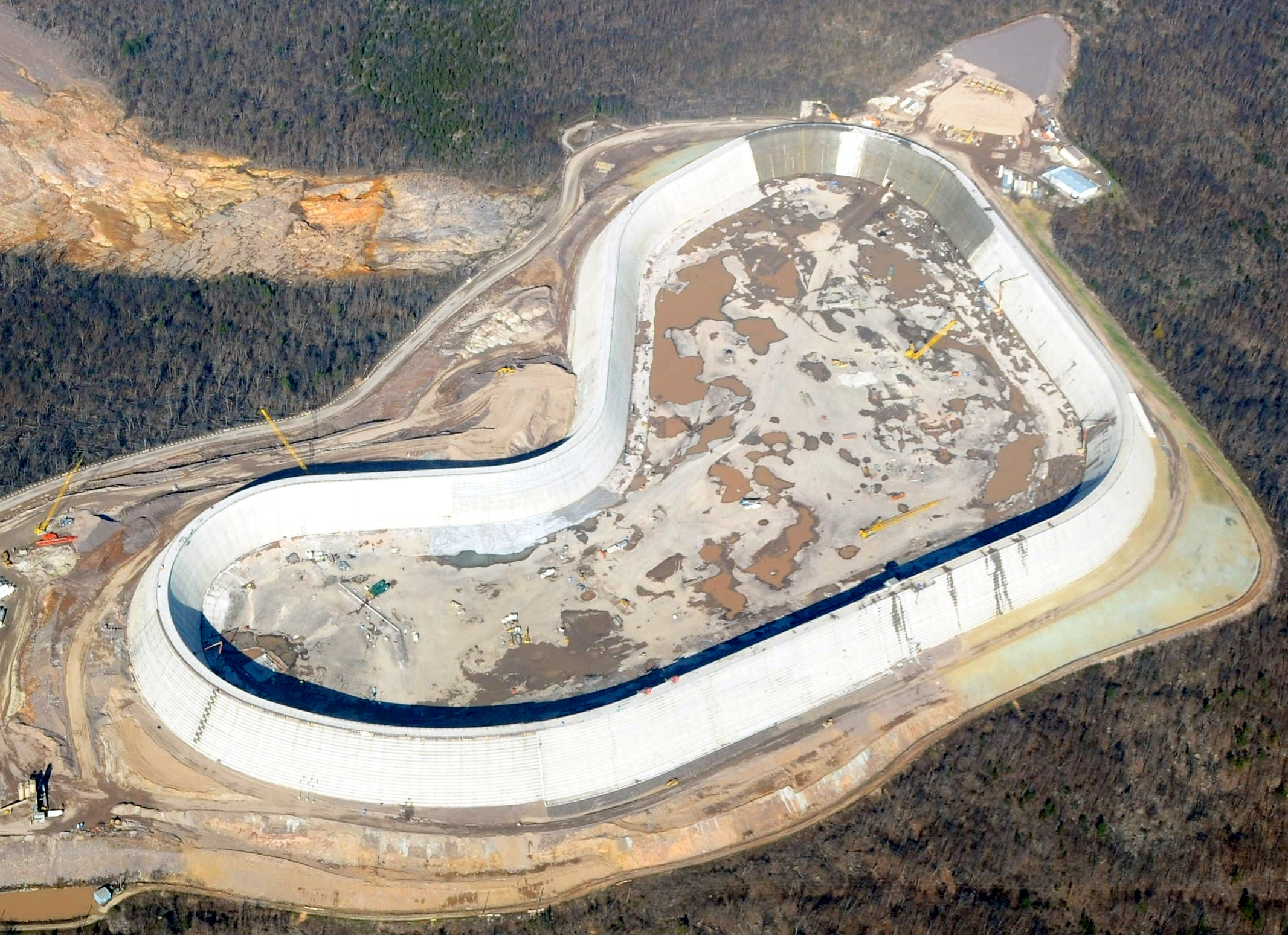
Le réservoir de la Centrale hydroélectrique de Taum Sauk est le plus grand ouvrage en BCR en Amérique du Nord.
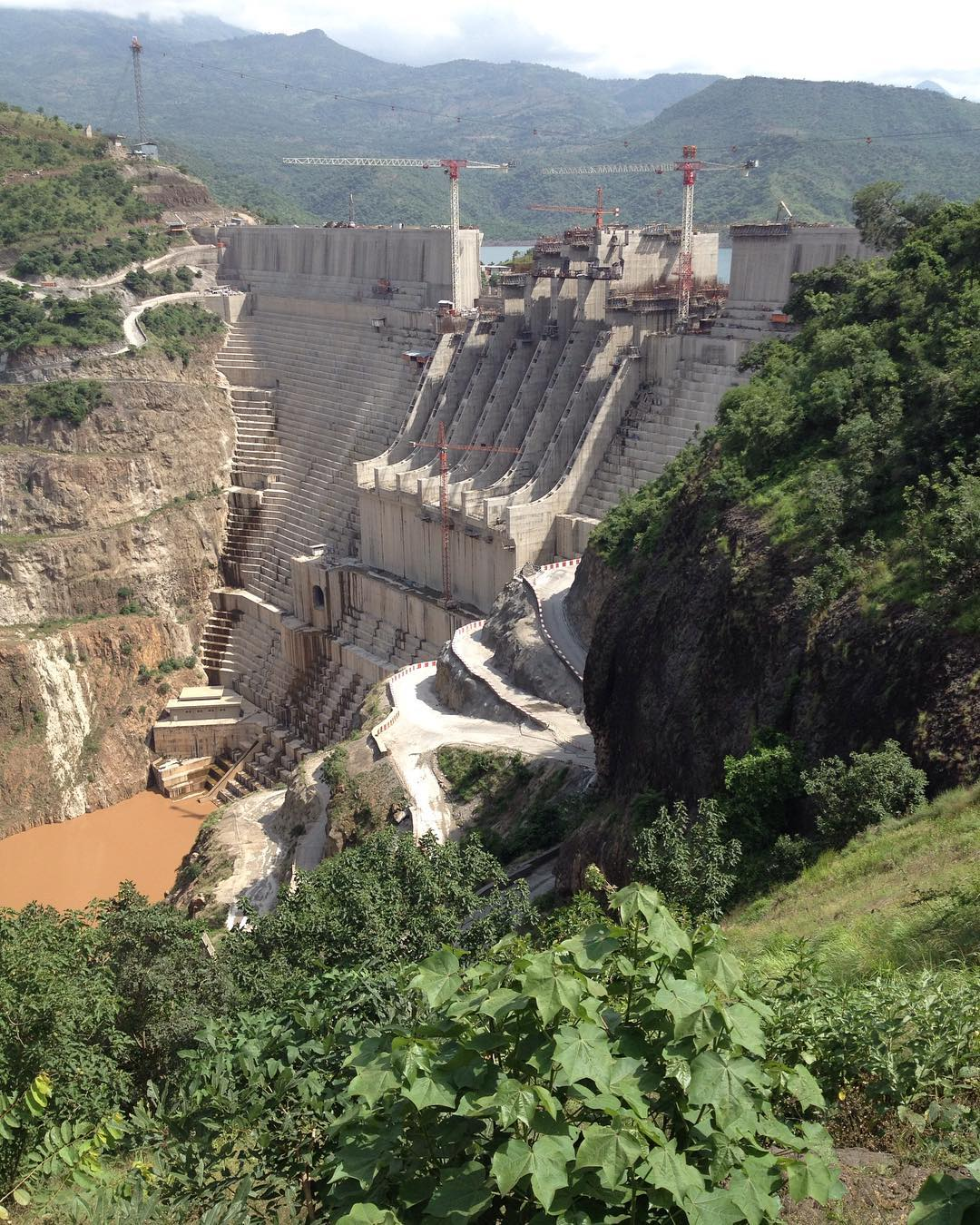
Barrage Gilgel Gibe III en Ethiopie mis en service en 2016
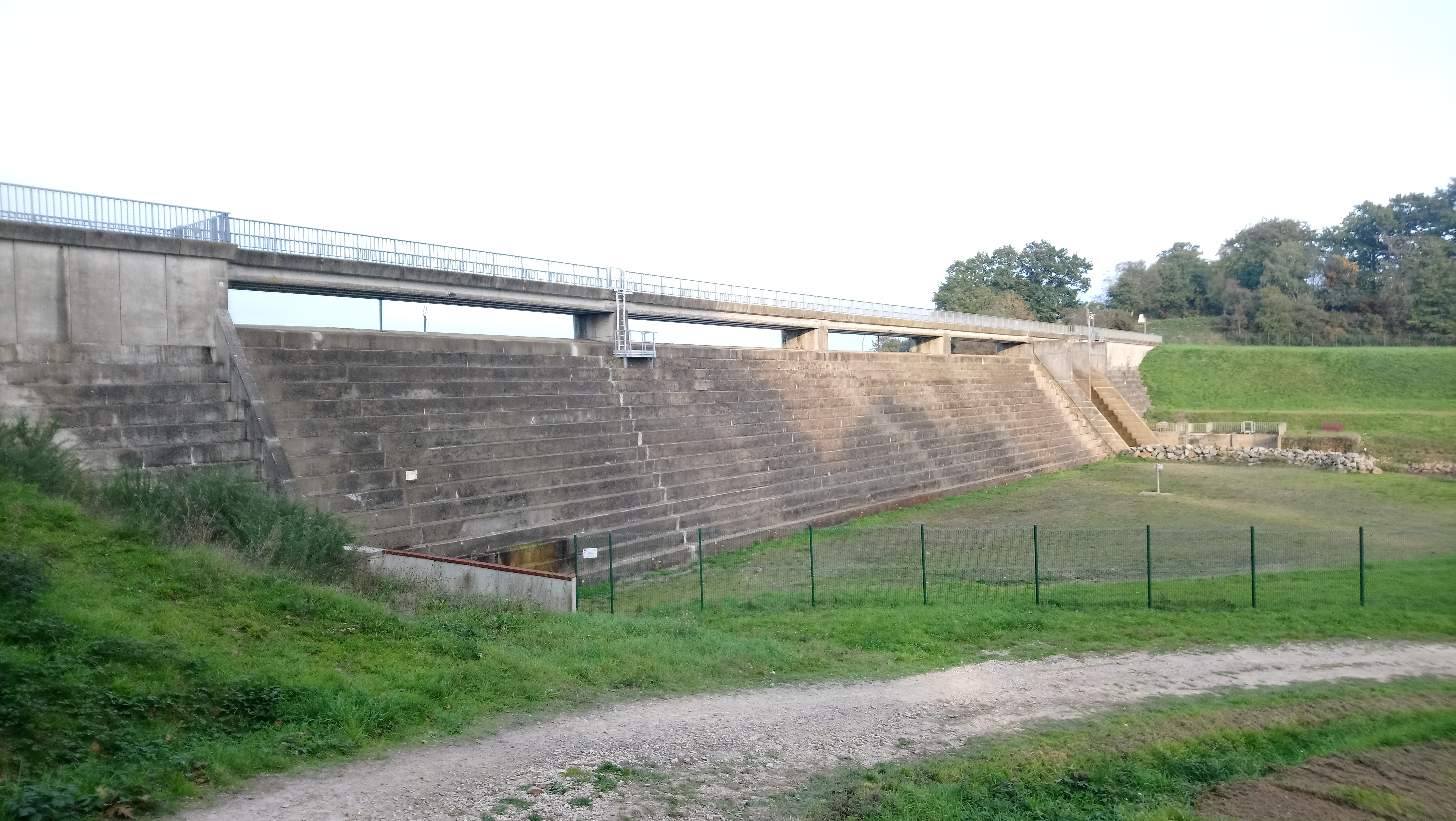
Barrage de la Cantache en France

Le BCR est également utilisé pour la réalisation de plateforme et de voiries fortement sollicitées.